# Die Nachtschwalbe
Die Nachtschwalbe ist eine Oper in einem Akt von Boris Blacher. Der Komponist selbst nannte sein Werk ein „Dramatisches Nocturno“. Das Libretto stammt von Friedrich Wolf. Uraufgeführt wurde die Oper am 22. Februar 1948 an den Städtischen Bühnen der Stadt Leipzig.

## Handlung
Die Oper spielt in einem Vorstadttanzlokal einer deutschen Großstadt in der frühen Nachkriegszeit.
Die 17-jährige Nelly ist schwer vom Schicksal gebeutelt worden: Sie weiß bis heute nicht, wer ihr Vater ist, und ihre Mutter hat sie früh verloren. Aber heute will sie sich mit ihrer um ein Jahr älteren Freundin Gerda in einem Tanzlokal amüsieren. In einer Laube lernt sie den 20-jährigen Harry kennen und verliebt sich gleich in ihn. Sie ahnt nicht, dass dieser ein richtiger Luftikus ist. Als er ihr eine kostbare Kette um den Hals hängt, fühlt sie sich sehr geschmeichelt, wird aber von ihrer 45-jährigen Tante Holzschuh, die als Anstandsdame mitgekommen ist, an das Schicksal ihrer früh verstorbenen Mutter erinnert.
Plötzlich kündigt Motorengeräusch das Nahen eines Streifenwagens an. Als die Polizisten aussteigen und Razzia machen, bekommt es Harry mit der Angst zu tun. Er fordert Nelly auf, mit ihm zu fliehen. Weit kommen die beiden aber nicht. Zuerst wird Nelly festgenommen. Dann feuert ein Polizist auf den flüchtigen Harry einen Schuss ab, der den zwielichtigen Kerl aber nur leicht verletzt, sodass er ebenfalls dingfest gemacht werden kann.
Zwei Polizisten bringen Nelly zu ihrem Chef, Kommissar Schmoerl. Ihm sticht sofort die teure Kette ins Auge, weshalb er beschließt, das Mädchen gründlich zu verhören. Dabei wird ihm – je mehr er mit seinen Fragen Nelly löchert – nach und nach bewusst, dass ihm seine Tochter gegenübersitzt. 17 Jahre lang hatte er in Gedanken deren Existenz verdrängt, und ausgerechnet hier und unter solchen Umständen muss er sie kennenlernen. Er erinnert sich an Nellys Mutter, seine erste große Liebe. Jetzt befürchtet er, dass Nelly einmal das gleiche Schicksal widerfahren könnte wie ihr. Nellys Mutter war für ihn eine Nachtschwalbe, ein Falter, der vom Licht angelockt und vom Feuer verbrannt wurde.
Kommissar Schmoerl befiehlt seinen Untergebenen, zum Polizeirevier zurückzufahren. Als er allein mit seiner Tochter ist, legt er ihr nachdenklich seinen Arm um die Schulter.

## Inszenierungen und Rezeption
Bei der Premiere 1948 in Leipzig fiel die Oper „von Heiterkeitsausbrüchen begleitet“ durch, bei einer weiteren Vorstellung vor Messepublikum im selben Jahr musste nach Tumulten im Zuschauerraum abgebrochen werden.
Die Nachtschwalbe glich im Minimalismus ihrer Besetzung, Orchestrierung, und Raumbedarf sowie ihren geringen Anforderungen an die Bühnentechnik Blachers vorigem Werk Die Flut (1947). Während diese Beschränkung der Mittel wohl den Umständen der unmittelbaren Nachkriegszeit geschuldet war, zeigen die beiden Bühnenwerke in ihrem gesellschaftskritischen Themen und der Anlehnung an die Zeitoper auch inhaltliche und stilistische Gemeinsamkeiten. Die Konzentration auf den einzelnen Darsteller und Solisten ermöglichte Blacher eine intensive Dramaturgie.
Die Oper fand keinen festen Platz im Repertoire und wird heute nur noch selten gespielt.